# Посольство Румынии в Молдове
Посольство Румынии в Молдавии (рум. Ambasada României în Republica Moldova) — дипломатическое представительство Румынии в Молдове . Посольство расположено в центре Кишинева, на улице Букурешть.

## История
Румыния была первым государством, признавшим независимость Молдавии 27 августа 1991 года. Посольство Румынии было первой дипломатической миссией в Кишинёве и было открыто 20 января 1992 года.
Филип Теодореску был назначен послом Румынии в Кишиневе в марте 2003 года и прибыл на этот пост в апреле 2003 года. После массовых беспорядков 7 апреля 2009 года президент Молдовы Владимир Воронин объявил посла Румынии персоной нон грата и дал ему 24 часа на то, чтобы покинуть территорию страны. На следующий день румынский парламент назначил высокопоставленного дипломата Михне Константинеску новым послом в Молдове, но две недели спустя молдавское правительство отклонило его без каких-либо объяснений, что усугубило кризис.
Консул Румынии в Кишиневе Ион Нуйкэ подал в отставку 13 июля 2009 года после публикации видеозаписи, на которой он был застигнут врасплох в интимных сценах с женщиной, предположительно сотрудницей консульства Румынии в Кишиневе. 9 февраля 2010 парламент Румынии утвердил нового посла Новый посол, Мариус Лазурка, имеет докторскую степень по истории и антропологии Университета Париж-Сорбонна и ранее был послом в Ватикане.

## Послы
| Имя                   | Вступил в должность | Покинул должность |
| --------------------- | ------------------- | ----------------- |
| Кристиан-Леон Цуркану | 2022 год            |                   |
| Даниэль Ионицэ        | 2016 год            | 2022 год          |
| Мариус Лазуркэ        | 2010                | 2016 год          |
| Филип Теодореску      | 2003 год            | 2009 год          |
| Адриан Бэлэнеску      | 2001 год            | 2003 год          |
| Виктор Барсан         | 1999 год            | 2001 год          |
| Никита Данилов        | 1999 год            | 1999 год          |
| Марсель Дину          | 1997 год            | 1999 год          |